# Aemilia cibaria
Aemilia cibaria va ser una llei romana establerta per plebiscit pel cònsol Marc Emili Escaure (que exercia amb el seu col·lega Marc Cecili Metel) el 115 aC. Va ser coneguda també com a Aemilia Scauri. Taxava el gènere i la quantitat dels banquets, no les despeses.
L'any 77 aC els cònsols Marc Emili Lèpid i Quint Lutaci Catul van establir una nova llei amb el mateix nom molt semblant a l'anterior, coneguda també com a Aemilia Lepida. Les dues lleis són conegudes com a Aemilia sumptuaria.